# XPNPEP1
XPNPEP1 (do inglês, X-prolyl aminopeptidase (aminopeptidase P) 1, soluble), é um gene humano.
XPNPEP1 (EC 3.4.11.9) é uma metaloaminopeptidase específica de prolina que catalisa especificamente a remoção de qualquer aminoácido N-terminal não-substituído que seja adjacente a penúltimo resíduo de prolina. Devido à sua especificidade em relação à prolina, tem sido sugerido que XPNPEP1 é importante na maturação e degradação de hormonas peptídicas, de neuropéptidos e de taquininas, como também na digestão de outros fragmentos proteicos resistentes, da dieta, desta forma complementando as peptidases pancreáticas. A deficiência em XPNPEP1 resulta na excreção de grandes quantidades de imino-oligopéptidos na urina.